# Кільце Гензеля
Кільцем Гензеля називається комутативне локальне кільце для якого виконується лема Гензеля. Цей клас кілець ввів японський математик Горо Азумайа, який назвав їх на честь Курта Гензеля.
Для кожного локального кільця можна отримати гензелеве кільце за допомогою процедури гензелізації. У комутативній алгебрі гензелізація часто замінює операцію поповнення, що відіграє важливу роль при локальному дослідженні об'єктів.
В теорії етальних морфізмів і етальної топології гензелева R-алгебра розглядається як індуктивна границя етальних розширень кільця. 

## Означення
Кільцем Гензеля називається комутативне локальне кільце R, для якого виконується лема Гензеля. Для локального кільця із максимальним ідеалом {\displaystyle {\mathfrak {m}}} цю умову можна сформулювати так, що для будь-якого многочлена {\displaystyle P(X)\in R[X]} і простого розв'язку {\displaystyle a_{0}\in R} рівняння P(X) = 0 по модулю {\displaystyle {\mathfrak {m}}}, тобто {\displaystyle P(a_{0})\in {\mathfrak {m}}} і {\displaystyle P(a_{0})\not \in {\mathfrak {m}}} існує {\displaystyle a\in R}, для якого {\displaystyle P(a)=0} і {\displaystyle a\equiv a_{0}\mod {\mathfrak {m}}.}.
Кільце Гензеля можна характеризувати як кільце, над яким будь-яка скінченна алгебра є прямим добутком локальних кілець.
Кільце Гензеля із сепарабельним замкнутим полем лишків називається строго гензелевим через локальність його спектра в етальній топології схем.

## Приклади
- Повні локальні кільця.
- Кільця збіжних степеневих рядів (і в більш загальному сенсі, аналітичні кільця),
- Кільце алгебричних степеневих рядів (тобто формальні степеневі ряди {\displaystyle k[[X_{1},...,X_{n}]],} що є алгебричними над {\displaystyle k[X_{1},...,X_{n}]}).

## Властивості
- Локальне кільце, ціле над кільцем Гензеля, є кільцем Гензеля; зокрема, фактор-кільце кільця Гензеля є кільцем Гензеля.
- Кільце R є гензелевим тоді і тільки тоді, коли асоційоване редуковане кільце Rred (фактор-кільце за нільрадикалом) є кільцем Гензеля.

### Гензелізація
Для будь-якого локального кільця R існує універсальна конструкція — локальна гензелева R-алгебра Rh, така що для будь-якої локальної гензелевої R-алгебри B існує єдиний гомоморфізм R-алгебр {\displaystyle R^{h}\to B.}
Rh називається гензелізацією кільця R. Гензелізація задовольняє властивості:
- Алгебра Rh локального кільця R є строго плоским R-модулем.
- Ідеал {\displaystyle {\mathfrak {m}}R^{h}} буде максимальним ідеалом алгебри {\displaystyle R^{h}},
- Поля лишків R і Rh є канонічно ізоморфними,
- Поповнення кілець R і Rh (в топологіях локальних кілець) є ізоморфними.
- Якщо R є нетерівським (відповідно редукованим, нормальним, регулярним, чудовим) кільцем, то таким же буде і Rh.
- Якщо R — область цілісності, то Rh може не бути областю цілісності; більш точно, є бієктивна відповідність між максимальними ідеалами цілого замикання кільця R і мінімальними простими ідеалами у Rh.

Аналогічно конструкції побудови гензелевої R-алгебри Rh існує функтор строгої гензелевої R-алгебри Rsh.